# 梅田地区の鉄道駅

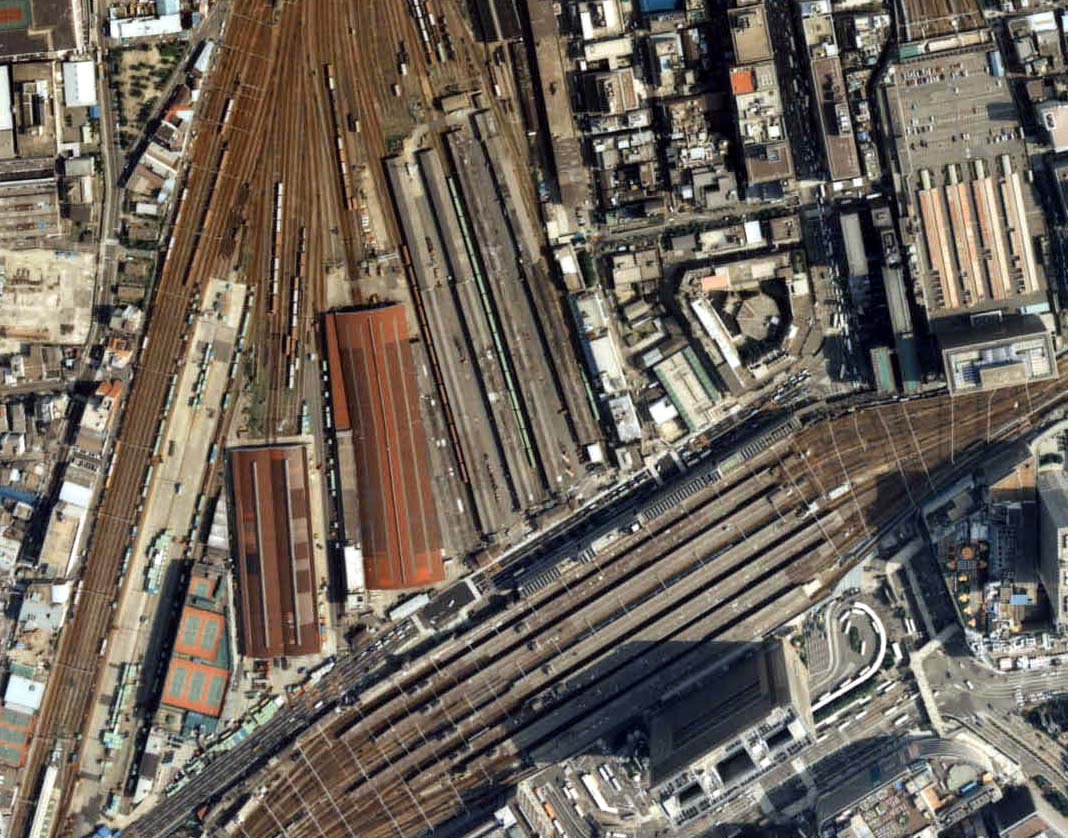
1985年当時の大阪駅・梅田駅付近航空写真。右上が阪急梅田駅、左上は旧梅田貨物駅。画面下は大阪駅。

梅田地区の鉄道駅（うめだちくのてつどうえき）では、大阪府大阪市北区の梅田地区において西日本最大のターミナルを形成している鉄道駅群について総論的に記述する。
具体的には、西日本旅客鉄道（JR西日本）の大阪駅・北新地駅、阪神電気鉄道（阪神）の大阪梅田駅、阪急電鉄（阪急）の大阪梅田駅、ならびに大阪市高速電気軌道（Osaka Metro）の梅田駅・東梅田駅・西梅田駅、および開業予定である南海電気鉄道（南海）の大阪駅を指す。
メディアなどではこれらの駅をまとめて「大阪・梅田駅」または「大阪駅・梅田駅」と表記されることもある。

## 概要
各駅は、それぞれ離れた場所に別々の駅舎を持つ独立した駅であるが、地下街などを介して相互に乗換え可能である。かつては日本貨物鉄道（JR貨物）の梅田駅（通称: 梅田貨物駅、後の梅田信号場）も近隣を通る東海道本線貨物支線（通称: 梅田貨物線）上に設けられていた。
JR西日本（および開業予定の南海）の大阪駅を中心とすると、北東に阪急の大阪梅田駅、東に地下鉄の梅田駅、南に阪神の大阪梅田駅が位置し、そして北西にJR貨物の梅田駅が存在していた。また、地下鉄梅田駅の東に東梅田駅、阪神大阪梅田駅の西に西梅田駅、阪神大阪梅田駅の南に北新地駅がある。
阪急及び阪神は、両社の「梅田駅」を「大阪梅田駅」に2019年10月1日にそれぞれ変更した。

### 設置駅・乗り入れ路線
- 西日本旅客鉄道（JR西日本）
  - 大阪駅
    - 高架ホーム： 大阪環状線、東海道本線（ JR京都線・JR神戸線、 JR宝塚線）
    - 地下ホーム（うめきたエリア）：東海道本線支線（梅田貨物線・ おおさか東線）、なにわ筋線[注釈 1]（事業中）

  - 北新地駅： JR東西線
- 阪神電気鉄道（阪神）
  - 大阪梅田駅：阪神本線（当駅起点）
- 阪急電鉄（阪急）
  - 大阪梅田駅： 神戸本線（当駅起点）、 宝塚本線（当駅起点）、 京都本線（線籍上の起点は十三駅だが、十三駅を発着する全列車が乗り入れる）
  - 北梅田駅（計画中）：なにわ筋連絡線（事業化に向け協議中）、西梅田・十三連絡線（構想） - このうち、なにわ筋連絡線については大阪駅（うめきたエリア）地下ホームに乗り入れる形となる。
- 大阪市高速電気軌道（Osaka Metro）
  - 梅田駅：  御堂筋線
  - 東梅田駅： 谷町線
  - 西梅田駅： 四つ橋線（当駅起点）
- 南海電気鉄道（南海）
  - 大阪駅
    - 地下ホーム（うめきたエリア）：なにわ筋線[注釈 1]（事業中）

## 利用状況
各社合計の1日平均乗降人員は約240万人も利用しており、年間ではのべ約8億8千万人弱となる（2015年度）。これは新宿駅（約342万人：2015年度）、渋谷駅（約323万人：2015年度）、池袋駅（約262万人：2015年度）についで世界4位の規模である。東京都以外の都道府県で最多の利用客である。
未開業の南海大阪駅を除く、各駅の最新年度の1日平均乗降人員を述べる。過去のデータについては各駅の項目を参照。
- JR西日本
  - 大阪駅 - 2023年度の1日平均乗車人員は367,419人である。これはJR全線でも新宿駅、池袋駅、東京駅につぐ第4位の駅である[4]。JR西日本の駅では第1位であり、京阪神および西日本で最多の利用客数である。
  - 北新地駅 - 2023年度の1日平均乗車人員は41,738人である[4]。JR西日本の駅では第17位。
- 阪神電気鉄道（大阪梅田駅） - 2023年11月の1日平均乗降人員は159,663人である[5]。同社の駅の中では第1位。
- 阪急電鉄（大阪梅田駅） - 2023年の通年平均の1日乗降人員は444,572人である[6]。同社の駅では第1位であり、関西の大手私鉄の駅としても第1位である。また、2014年度の路線別1日乗降人員は以下のとおりである。京都本線の乗降人員は宝塚本線や神戸本線の7割程度になっている。
  - 神戸本線 - 191,104人（乗車人員：95,195人、降車人員：95,909人）
  - 宝塚本線 - 200,551人（乗車人員：100,552人、降車人員：99,999人）
  - 京都本線 - 141,828人（乗車人員：72,905人、降車人員：68,923人）
- Osaka Metro
  - 梅田駅 - 2023年11月7日の1日乗降人員は412,340人（乗車人員：205,883人、降車人員：206,457人）である[7]。Osaka Metroの駅では第1位で、地下鉄単一路線の駅としては日本一乗降人員が多い駅である。
  - 東梅田駅 - 2023年11月7日の1日乗降人員は158,392人（乗車人員：77,549人、降車人員：80,843人）である[7]。地下鉄・ニュートラム全107駅中第7位であり、谷町線の駅では天王寺駅に次ぐ第2位である。御堂筋線が乗り入れていない地下鉄の駅では第1位である。
  - 西梅田駅 - 2023年11月7日の1日乗降人員は105,581人（乗車人員：55,468人、降車人員：50,113人）である[7]。地下鉄・ニュートラム全107駅中第9位であり、四つ橋線ではなんば駅、本町駅、四ツ橋駅（心斎橋駅と合算）に次ぐ第4位である。ただし上位駅は全て御堂筋線を含む乗換駅であるのに対し、西梅田駅は単独駅である。

また、御堂筋線梅田駅、谷町線東梅田駅、四つ橋線西梅田駅の1日乗降者数を含めると合計676,313人と、相互直通を行っていない地下鉄駅では日本一（世界一）であり、相互直通を行っている駅を含めても渋谷駅に次ぐ。

## その他

### 駅の扱い

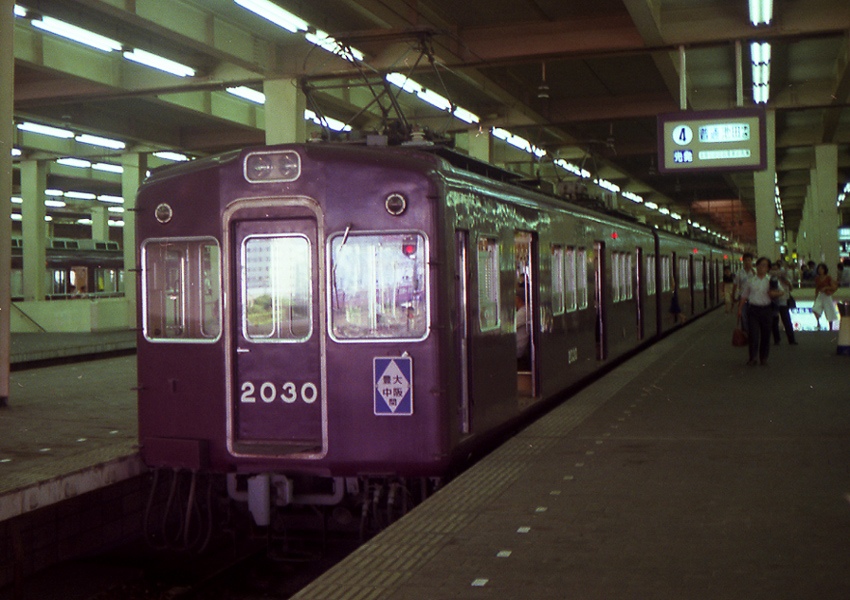
1970年ごろの阪急宝塚本線電車。「豊中⇔大阪間」と表示されている。

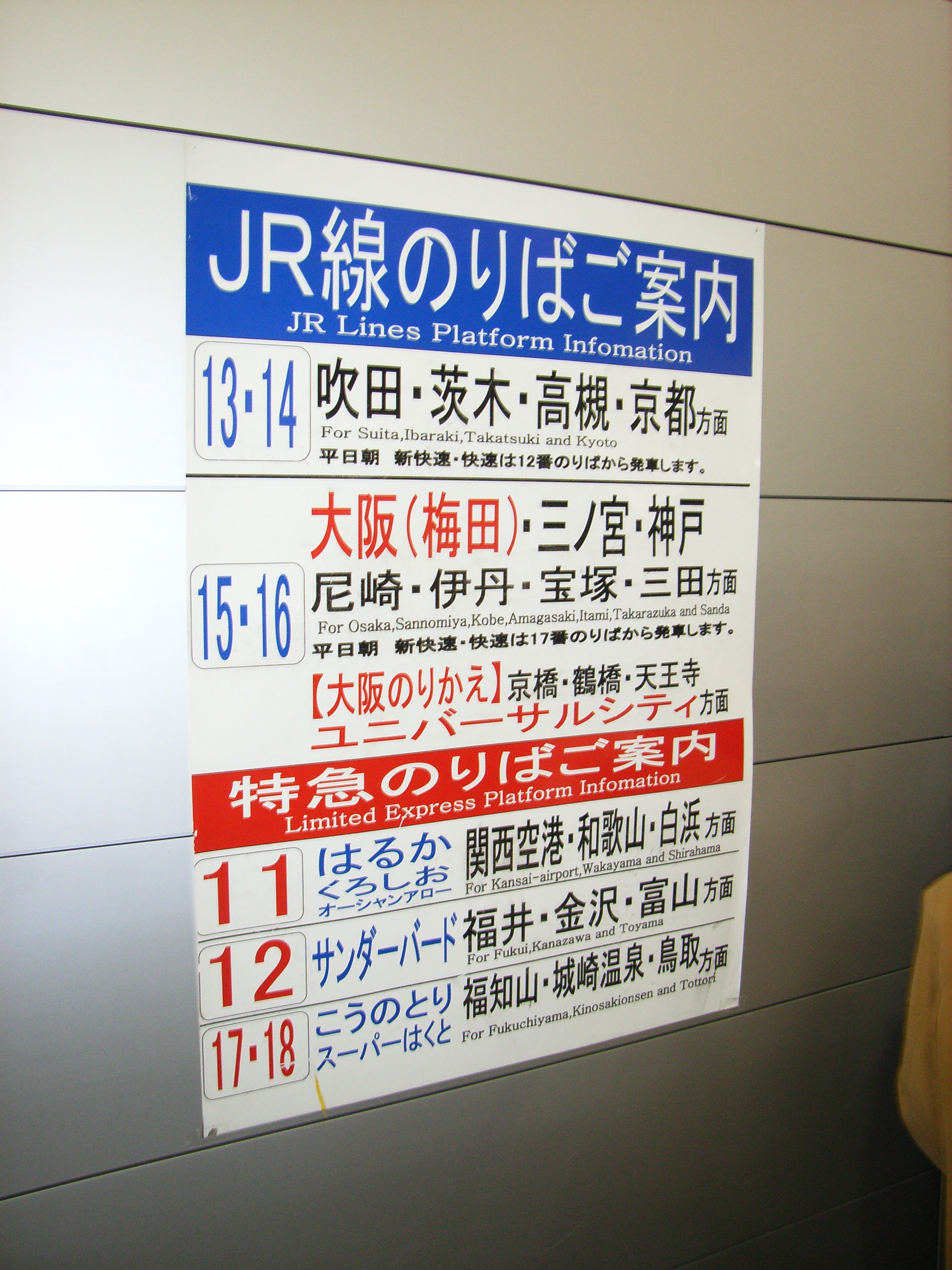
新大阪駅構内に掲示されている案内板。「大阪（梅田）」が赤字で表示されている。（※現在はのりば番号が変更されている）

阪神や阪急では大阪側のターミナル駅であることを強調するため、正式に改名する以前から「大阪梅田駅」と呼称することがあった。阪神の車内アナウンスは「次は、大阪梅田、梅田、終点です」となっており、阪急では行先表示板を使用していた1980年代までは電車の行先案内は「大阪⇔京都」のように記載され、「大阪梅田駅」と呼んでいたこともあった。これは他社のターミナル駅である天満橋駅などでも見られ、中には大阪阿部野橋駅や大阪上本町駅のように正式駅名に「大阪」を含んだ例もある。
会社ごと、あるいは位置ごとに分ける意味で「阪神大阪梅田駅」「阪急大阪梅田駅」、または大阪を省略して「阪神梅田駅」「阪急梅田駅」と呼ぶこともある。同様にして阪神と阪急に同一の駅名がある神戸三宮駅、春日野道駅、御影駅も「阪神○○」「阪急○○」と案内されることが多い。これは神戸高速鉄道を介して阪急電鉄、阪神電気鉄道、山陽電気鉄道の3社が相互乗り入れしているためである。

### 大阪駅（うめきたエリア）地下ホーム
大阪駅付近を通過していた梅田貨物線を大阪駅に近接した位置に移設して地下化し、大阪駅の地下ホームとして建設された。2023年2月に線路が移設され、地下ホームは翌3月に供用開始した。これにより、従前は大阪駅にて乗降できなかった特急「はるか」「くろしお」に、梅田界隈から乗降できるようになったほか、新大阪駅発着であったおおさか東線も当駅に乗り入れている。
また、JR西日本と南海電気鉄道が運営する予定で、仮称なにわ筋線の事業主体である関西高速鉄道の鉄道事業基本計画においては、大阪駅（うめきたエリア）地下ホームの供用開始以前は「（仮称）北梅田駅」とされていたが、こちらも大阪駅（うめきたエリア）地下ホームに乗り入れる予定である。この路線が開業すると、南海は阪神・阪急に次いで梅田地区に入る3社目の大手私鉄となると同時に、関西私鉄では初めて「梅田」と名乗らない駅名（南海側でも駅名は「大阪駅」と決定済）で営業する事業者となる。同時に「ラピート」の大阪駅到達が計画されている。
将来的には仮称なにわ筋連絡線も乗り入れる構想がある。

## 駅周辺
便宜上、国道176号を南北軸に、大阪環状線を東西軸に置いて示す。
北東（芝田・茶屋町）方面
- 阪急三番街
- 阪急17番街
- 大阪新阪急ホテル
- D.D.HOUSE・新阪急ホテルアネックス
- 阪急かっぱ横丁
- 阪急古書のまち
- EST
- ヤンマー本社
- ちゃやまちアプローズ
  - 梅田芸術劇場
  - ホテル阪急インターナショナル
- MBSメディアホールディングス本社・放送センター
- 梅田ロフト
- NU chayamachi・NU chayamachi+
- アーバンテラス茶屋町
- チャスカ茶屋町
  - MARUZEN・ジュンク堂書店梅田店

北西（うめきた・新梅田シティ）方面
- 大阪ステーションシティ
  - ノースゲートビルディング
    - ルクア
    - ルクア イーレ
    - 大阪ステーションシティシネマ
- グランフロント大阪
- グラングリーン大阪
- インターコンチネンタルホテル大阪
- ヨドバシ梅田
- ウインズ梅田
- 新梅田シティ
  - 梅田スカイビル
  - ウェスティンホテル大阪
- 大阪府済生会中津病院
- 大阪北郵便局

南東（角田町・曾根崎）方面
- 大阪梅田ツインタワーズ・ノース
  - 阪急うめだ本店
- 阪急32番街
- HEP NAVIO
  - 阪急メンズ大阪
- HEP FIVE
- 阪急東通商店街
- ホワイティうめだ
- 新梅田食道街
- 大阪富国生命ビル
- 大阪府曽根崎警察署
- 梅田OSビル
- 曽根崎お初天神通り商店街
  - 露天神社
- ザ・フェニックスホール

南西（ダイヤモンド地区・西梅田）方面
- 大阪ステーションシティ
  - サウスゲートビルディング
    - 大丸梅田店
    - ホテルグランヴィア大阪

  - イノゲート大阪
- 大阪梅田ツインタワーズ・サウス
  - 阪神百貨店梅田本店
- E-MA
- ディアモール大阪
- 梅田DTタワー
- JPタワー大阪
  - KITTE大阪
  - 大阪中央郵便局
- ヒルトン大阪・ヒルトンプラザイースト
- 大阪駅前ビル（第1、第2、第3、第4）
- オオサカガーデンシティ
  - ヒルトンプラザウエスト
  - ハービスOSAKA
    - ザ・リッツ・カールトン大阪

  - ハービスエント
    - Billboard Live OSAKA

  - 毎日新聞ビル
- 大阪中央病院